# 2002-es Giro d’Italia
A 2002-es Giro d’Italia volt a 85. olasz kerékpáros körverseny. Május 11-én kezdődött és június 2-án ért véget. A verseny össztávja 3334 km volt, és 20 szakaszból állt. Végső győztes az olasz Paolo Savoldelli lett.

## Végeredmény
|    | Versenyző          | Csapat               | Idő            |
| -- | ------------------ | -------------------- | -------------- |
| 1  | Paolo Savoldelli   | Index Alexia         | 89 óra 22' 42" |
| 2  | Tyler Hamilton     | Team CSC Tiscali     | 1' 41"         |
| 3  | Pietro Caucchioli  | Alessio              | 2' 12"         |
| 4  | Juan Manuel Garate | Lampre-Daikin        | 3' 14"         |
| 5  | Pavel Tonkov       | Lampre-Daikin        | 5' 34"         |
| 6  | Aitor González     | Kelme-Costa Blanca   | 6' 54"         |
| 7  | Georg Totschnig    | Gerolsteiner         | 7' 02"         |
| 8  | Fernando Escartín  | Team Coast           | 7' 07"         |
| 9  | Rik Verbrugghe     | Lotto-Adecco         | 9' 36"         |
| 10 | Dario Frigo        | Tacconi Sport-Emmegi | 11' 50"        |